# Château de Grouchy
Pour les articles homonymes, voir Grouchy.

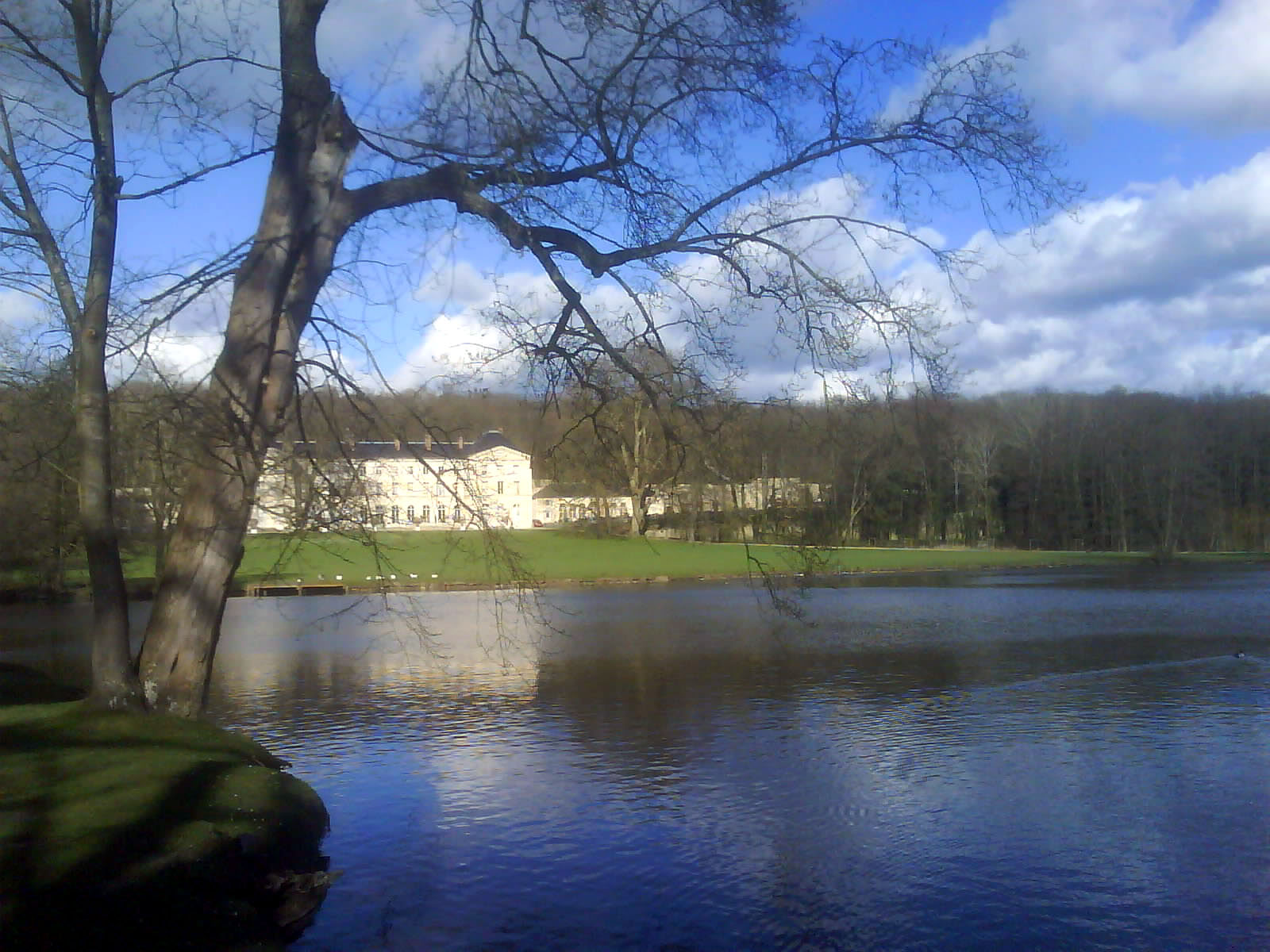
Le château de Grouchy, vu du parc.

Le château de Grouchy est un château situé à Osny, dans le département du Val-d'Oise, à trente kilomètres au nord-ouest de Paris.
Le château fait l’objet d’une inscription au titre des monuments historiques depuis le 4 mai 1990.

## Localisation
Le château est situé en France, dans le département du Val-d'Oise et la vallée de la Viosne, sur la commune d'Osny, rue de l'Abbé Léonard et rue William Thornley.

## Historique
Le bâtiment actuel est édifié sur les caves voûtées d'un précédent château construit pendant la première moitié du XVIIe siècle sous Nicolas Le Sueur. Derrière le château côté cour, subsiste toujours l'ancien colombier des seigneurs d'Osny, d'âge incertain. Le commanditaire du nouveau château est Charles-Malo-François comte de Lameth, et il fait appliquer les préceptes du très sobre style Louis XVI. Les travaux ne commencent qu'en 1787 et ne sont vraisemblablement pas terminés ; en tout cas, les arcs des portes-fenêtres du rez-de-chaussée « à la florentine » signalent un travail du début du XIXe siècle.

En 1853, Jules Riottot, manufacturier de papiers peints, acquiert le château. En 1881, Edmond About s’installe à Grouchy avec sa femme et ses huit enfants. Il fait remonter dans le parc une grande serre provenant de l’Exposition spécialisée de 1881, épousant la forme d'un Panthéon de jardin. L'académicien reçoit beaucoup : en moyenne vingt personnes à chaque repas, selon Edmond de Goncourt. Après la mort du propriétaire en 1885, sa veuve conserve le domaine en indivision avec ses enfants. Lui succède son gendre, l'écrivain Pierre Decourcelle
En 1898, le château est acquis par l’industriel Lazare Weiller, qui y entreprend d’importantes transformations. En 1901, ayant fait de mauvaises affaires, il doit céder le château au banquier Frédéric de Reiset (1852-1926), qui poursuit les travaux, assisté de l’architecte Paul Morel : réfection  de l’aile droite, du vestibule de style Louis XVI, du grand salon et, probablement, du grand escalier, orné de statues de Henri-Léon Gréber représentant les quatre saisons. Le domaine passe ensuite à la fille de Frédéric de Reiset, Lilian (1888-1966), qui épouse à Osny en 1913 Jean-Félix, marquis de Grouchy (1881-1944).
En 1943, le château est vendu pour devenir une Maison départementale d'enfants. En 1987 finalement, le château est racheté par la commune d'Osny, qui y installe les bureaux de sa mairie et une galerie d'exposition. Le parc et le château sont ouverts au public.
Le château est inscrit monument historique par arrêté du 4 mai 1990, avec la totalité de son domaine ainsi que tous les éléments architecturaux du parc. Auparavant, la décoration du salon Louis XVI avait été inscrit par arrêté du 25 juillet 1944, et le  salon décoré de colonnes ioniques au rez-de-chaussée du pavillon Sud-Ouest par arrêté du 7 mars 1957. Ces arrêtés ont été annulés. Le domaine est également inscrit au titre des sites par arrêté du 12 janvier 1945.
En 1995, l'artiste Philippe Pasqua, investit les lieux pour une exposition[source insuffisante].

## Description
Le bâtiment de style classique comporte deux étages. Le corps de logis central porte sur onze travées ; il est flanqué de deux pavillons de trois travées aux extrémités, qui offrent un fronton vers la façade principale. Les baies du rez-de-chaussée sont des portes-fenêtres plein cintre ; les autres baies sont rectangulaires. La façade très austère n'est orné que par des bossages, des chaînages d'angle très soulignés sur les deux pavillons, et des simples corniches de corbeaux en haut des murs, ainsi que sur les rampants des frontons des pavillons d'angle. En total, le château ne compte pas moins de 160 fenêtres ou portes-fenêtres.
Le château abrite l'hôtel de ville, une galerie de peintures, l'espace William Thornley exposant des œuvres de cet artiste-peintre, ainsi qu'un un musée des sapeurs-pompiers. Ce dernier présente véhicules, pompes attelées ou à bras, mannequins en tenue de 1830 à 1976, casques, médailles et autres matériels rappelant l'évolution des moyens d'intervention des hommes du feu,.
Un beau parc de 42 hectares entoure le château, aménagé en jardin à l'anglaise sur le devant, et comportant une large plaine en pente et un petit étang avec une île, ainsi qu'une zone moins structurée. Propriété municipale, il est accessible à tous, et offre un espace privilégié de détente, de loisirs avec un manège pour enfants. Un chemin suit les rives de l'étang et permet d'en faire le tour. Des promenades peuvent également se faire dans le bois aux alentours. La Viosne contourne le parc en direction de l'Ouest pour continuer sa course vers Pontoise en direction de l'Est. Bien que dévasté par les bombardements alliés du 6 février 1944, du fait que le château appartenait à l'Entr'aide française, le parc conserve plusieurs fabriques de jardin. La plus remarquable est un péristyle rond reposant sur sept colonnes, baptisé temple d'Amour. Au milieu, trône la copie d'une statue de Christophe-Gabriel Allegrain, représentant une nymphe sortant du bain. L'original est au musée du Louvre. Le parc abrite également une glacière de 8 m de profondeur et un petit pavillon de chasse, dans le même style que le château.

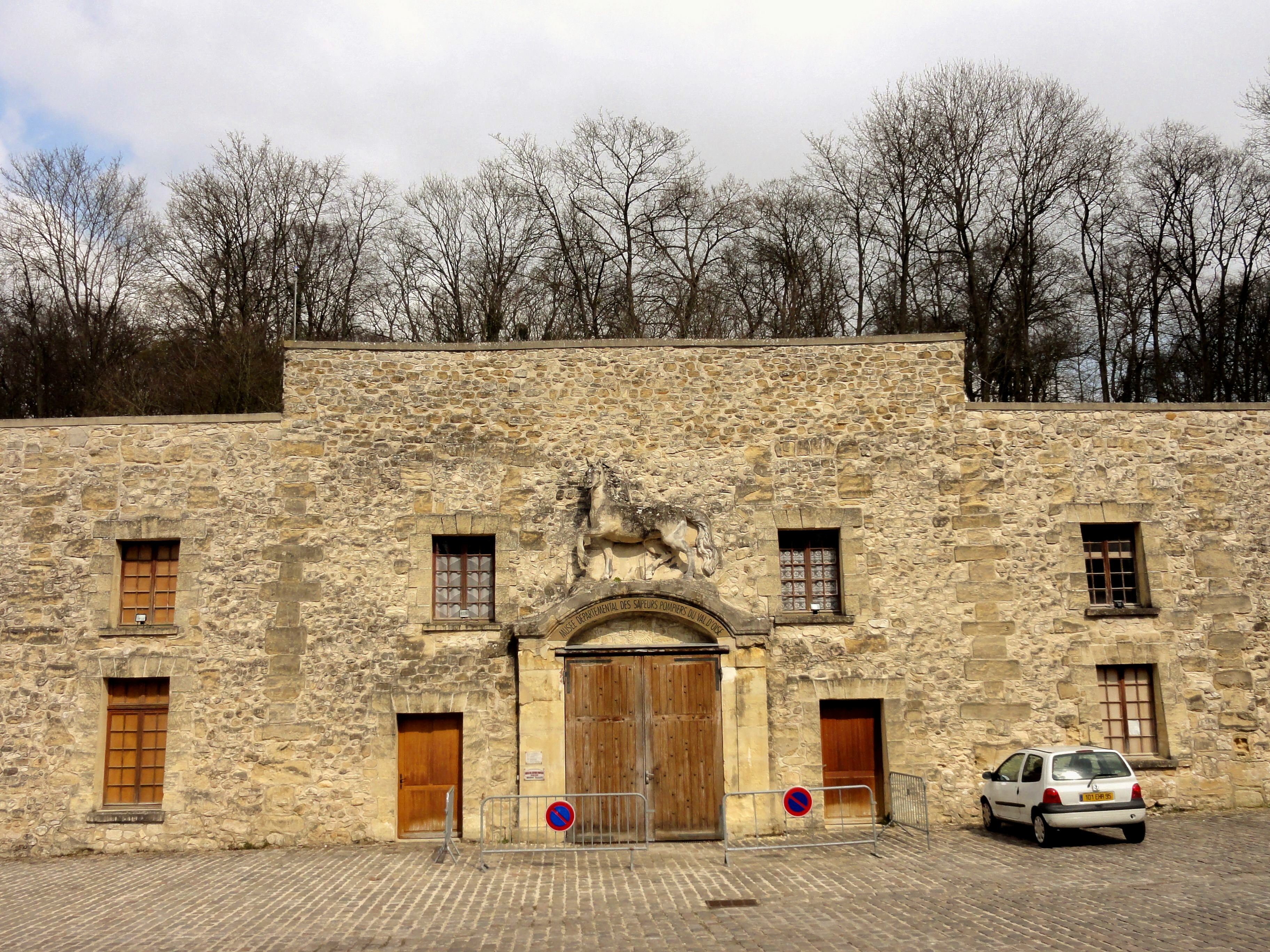
Caves voûtées.
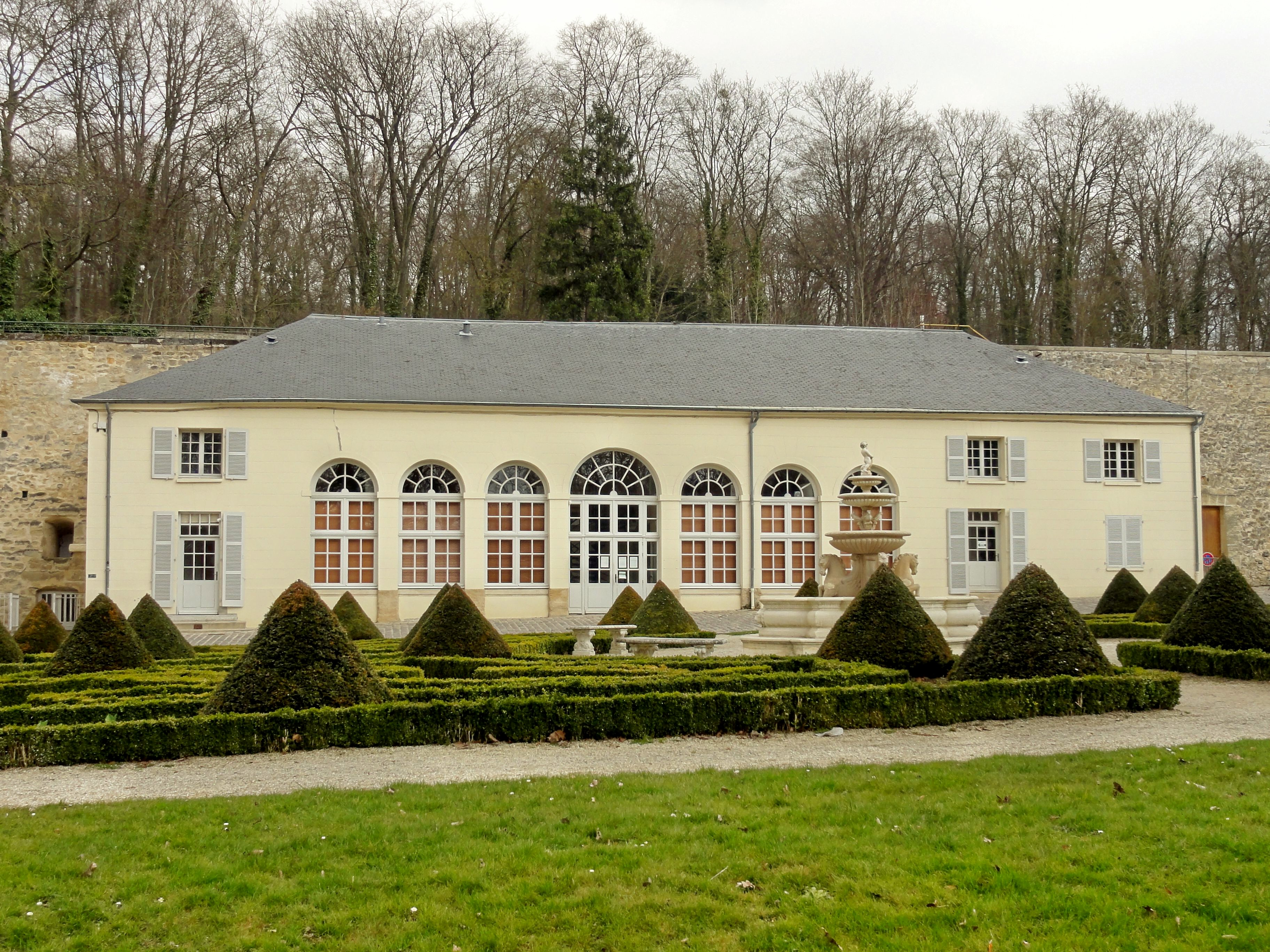
Orangerie.
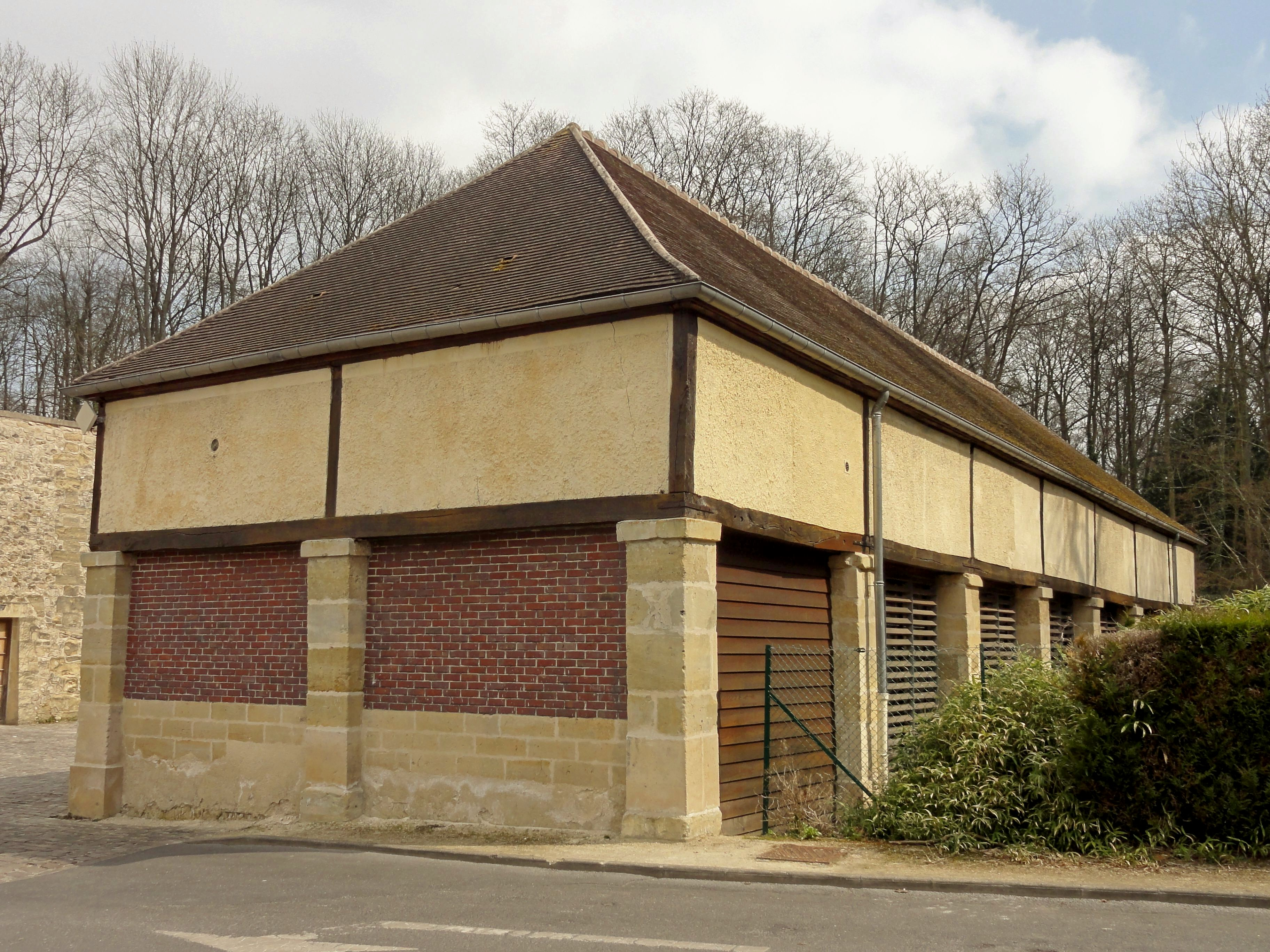
Charretterie.
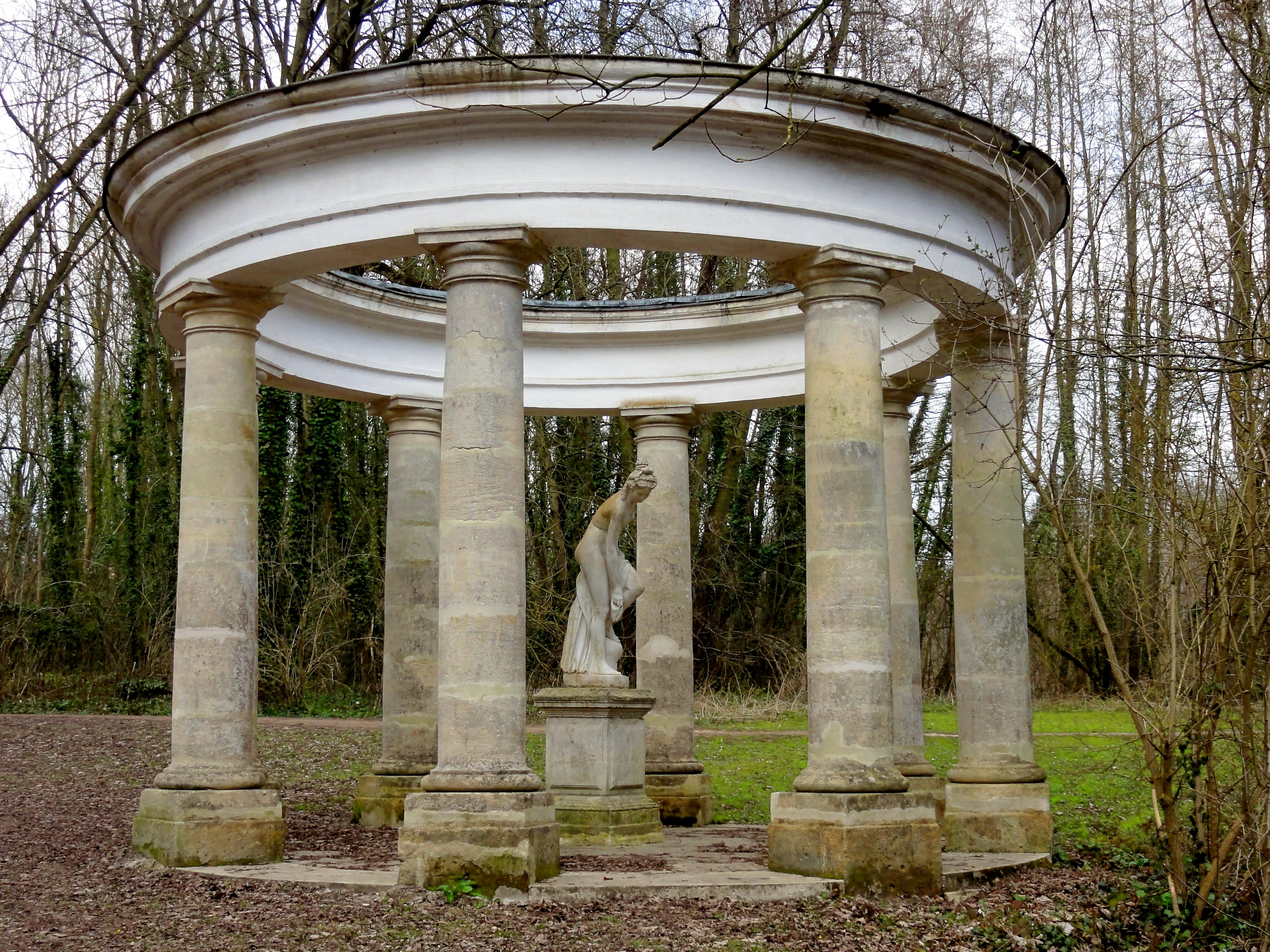
Temple d'Amour.
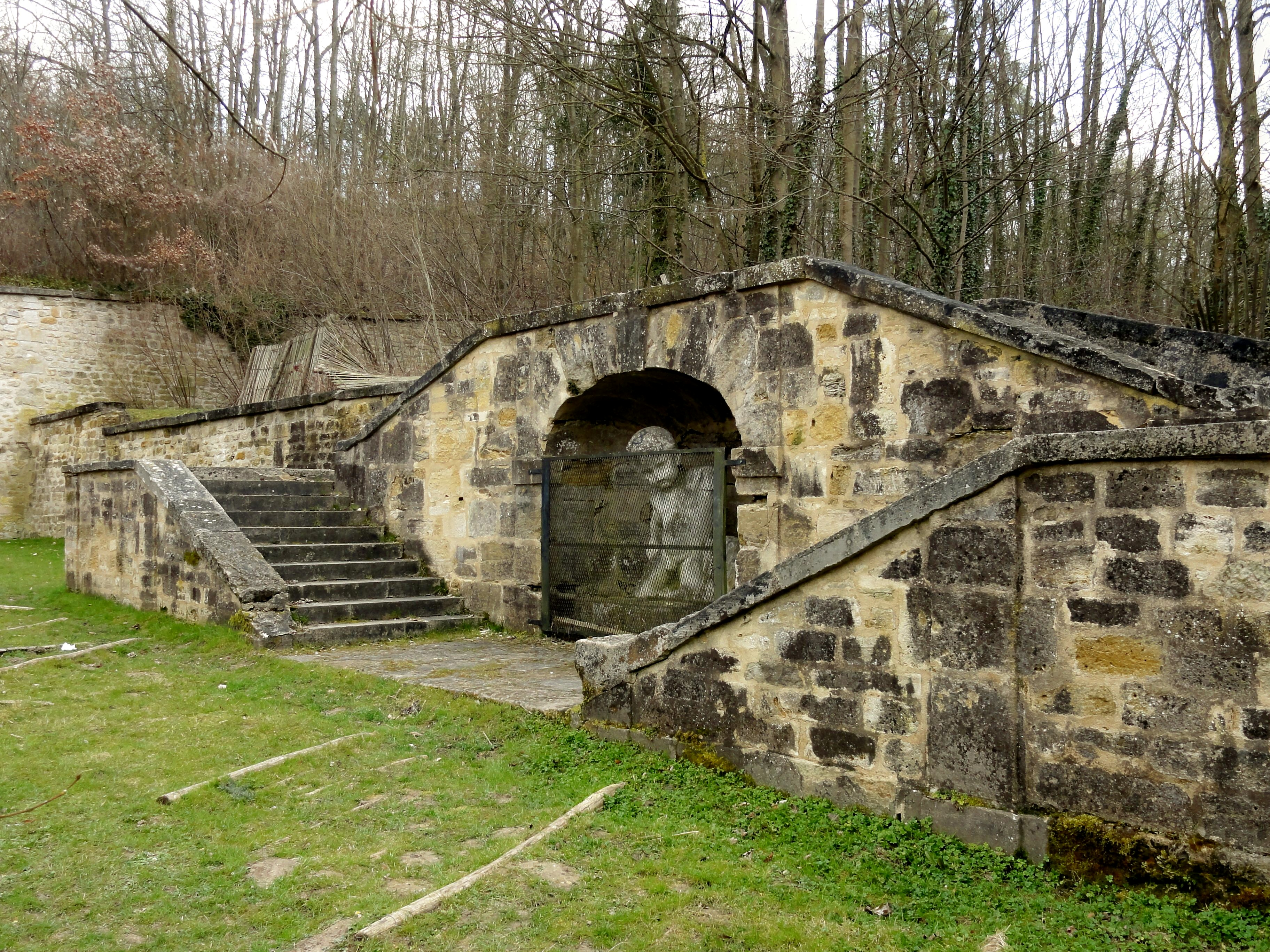
Escalier au parc.